# Sphegina atricolor
Sphegina atricolor (лат.) — вид мух-журчалок из подсемейства Eristalinae.

## Распространение
Юго-Восточная Азия: Мьянма.

## Описание
Мухи средней величины (длина тела 6,2—7,5 мм; длина крыльев 5,2—6,5 мм). Основная окраска буровато-чёрная с жёлтыми отметинами. Форма тела стройная с булавовидным стебельчатым брюшком. Отличаются от близких видов следующими признаками: субтреугольная доля у заднего края стернума IV с малозаметным поперечным гребнем у основания; тергит III и IV асимметричный, их задний край скошен вправо; метафемур только базально жёлтый; нижняя половина лица чёрная, край рта от темно-жёлтого до чёрного; брюшко блестящее чёрное. Голова с сильно вогнутым лицом; щёки линейные; глаза и лицо голые, дихоптические у обоих полов (глаза разделённые лбом); антенны короткие (примерно как лицо) с округлым 3-м члеником; ариста голая или опушенная. Ноги нормальные стройные, кроме задних увеличенных бёдер, с вентроапикальными шиповидными щетинками.

## Классификация и этимология
Вид был впервые описан в 2015 году диптерологами из Финляндии (Heikki Hippa, Zoological Museum, Турку), Голландии (Jeroen van Steenis, Naturalis Biodiversity Center, Лейден) и России (Валерий Мутин, Амурский государственный университет, Комсомольск-на-Амуре) по материалам, собранным в 1934 году шведским энтомологом Рене Малезом (1892—1978) в северо-восточной Бирме. Включён в состав подрода Asiosphegina Stackelberg, 1974, для которого характерна ланцетовидная форма первого стернума и широкий постметакоксальный киль. Вид сходен с таксонами S. furva, S. javana, S. freyana, S. anatolii и S. grunini. Видовой эпитет происходит от латинского «atricolor», что означает «чёрный» по преобладающему тёмному типу окраски.